# 黒川駅 (佐賀県)
黒川駅（くろごうえき）は、佐賀県西松浦郡有田町黒川にある、松浦鉄道西九州線の駅である。

## 歴史
- 1997年（平成9年）3月22日：開設[1]。

## 駅構造
単式ホーム1面1線を有する地上駅。
無人駅。駅舎は無いが、待合室が設置されている。

## 利用状況
近年の1日平均乗車人員の推移は以下の通り。
| 乗車人員推移        | 乗車人員推移 |
| 年度                | 1日平均人数  |
| ------------------- | ------------ |
| 1998年（平成10年）  | 51           |
| 1999年（平成11年）  | 54           |
| 2000年（平成12年）  | 63           |
| 2001年（平成13年）  | 50           |
| 2002年（平成14年）  | 66           |
| 2003年（平成15年）  | 75           |
| 2004年（平成16年）  | 77           |
| 2005年（平成17年）  | 61           |
| 2006年（平成18年）  | 62           |
| 2007年（平成19年）  | 63           |
| 2008年（平成20年）  | 25           |
| 2009年（平成21年）  | 37           |
| 2010年（平成22年）  | 31           |
| 2011年（平成23年）  | 31           |
| 2012年（平成24年）  | 31           |
| 2013 年（平成25年） | 39           |
| 2014年（平成26年）  | 38           |
| 2015年（平成27年）  | 39           |
| 2016年（平成28年）  | 35           |
| 2017年（平成29年）  | 35           |
| 2018年（平成30年）  | 33           |
| 2019年（令和元年）  | 38           |
| 2020年（令和02年）  | 30           |
| 2021年（令和03年）  | 31           |
| 2022年（令和04年）  | 35           |
| 2023年（令和05年）  | 35           |

## 駅周辺
駅南北に集落があるが、駅北側の集落は田畑の向こう側にあり、その奥を有田川が流れる。公立小学校や博覧会跡に整備された公園は駅南側にある。駅から西へ進むと駐在所や工業地に至るが、工業地は当駅からやや離れた所にある。
- 歴史と文化の森公園[4]：1996年（平成8年）に開催された「世界・焱の博覧会」の会場跡に整備された公園。
  - 「花炎」（モニュメント。作：岡本太郎[5]）：岡本を顕彰する企画として「タロフェス」が開催される[6][7]。
  - 炎の博記念堂
- 伊万里警察署曲川警察官駐在所[8]
- 有田町立曲川小学校
- 平安こども園
- 国道202号
- 佐賀県道・長崎県道108号曲川心野線
- 佐賀県道298号蔵宿有田線
- 有田町コミュニティバス「曲川小学校前」停留所
- 有田川

## 隣の駅
松浦鉄道
■西九州線
三代橋駅 - 黒川駅 - 蔵宿駅
- 当駅開業前の1996年（平成8年）7月1日 - 10月15日まで、三代橋駅- 当駅間に臨時駅・世界焱博駅が営業していた。